# Kubai csiröge
A kubai csiröge (Agelaius assimilis)  a madarak osztályába, a verébalkatúak rendjébe és a csirögefélék családjába tartozó faj.

## Rendszerezése
A fajt Juan Lembeye spanyol ornitológus írta le 1850-ben.

## Alfajai
- Agelaius assimilis assimilis Lembeye, 1850
- Agelaius assimilis subniger Bangs, 1913[2]

## Előfordulása
Nagy-Antillák legnagyobb tagján, Kuba területén honos. Természetes élőhelyei a mangroveerdők, tavak, folyók, patakok és mocsarak környéke, valamint legelők és szántóföldek. Állandó, nem vonuló faj.

## Megjelenése
Testhossza 22 centiméter, testtömege 72-94 gramm.

## Életmódja
Ízeltlábúkkal, kisebb gerincesekkel, gyümölcsökkel és magvakkal táplálkozik.

## Természetvédelmi helyzete
Az elterjedési területe kicsi, egyedszáma viszont stabil. A Természetvédelmi Világszövetség Vörös listáján nem fenyegettet fajként szerepel.